# Fusiturris
Fusiturris là một chi ốc biển, là động vật thân mềm chân bụng sống ở biển trong họ Turridae.

## Các loài
Các loài thuộc chi Fusiturris bao gồm:
- Fusiturris amianta (Dautzenberg, 1912)[3]
- Fusiturris pluteata (Reeve, 1843)[4]
- Fusiturris similis (Bivona, 1838)[5]
- Fusiturris torta (Dautzenberg, 1912)[6]
- Fusiturris undatiruga (Bivona Ant. in Bivona And., 1838)[7]